# George II của Anh
George II của Vương quốc Liên hiệp Anh (George Augustus, tiếng Đức: Georg II. August, 30 tháng 10 hoặc 9 tháng 11 năm 1683 – 25 tháng 10 năm 1760) là Quốc vương Liên hiệp Anh và Ireland, Công tước xứ Brunswick-Lüneburg (Hannover), và Hoàng thân - Tuyển hầu của Thánh chế La Mã từ ngày 11 tháng 6 năm 1727 cho đến khi ông tạ thế vào năm 1760.
George là vị vua cuối cùng cho đến thời điểm hiện nay của nước Anh sinh ra bên ngoài đảo Anh. Nơi ông trải qua những năm tháng đầu đời là miền bắc nước Đức. Năm 1701, bà nội của ông là Sophie của Hannover, đã trở thành người đứng thứ hai trong danh sách thừa kế sau vụ việc 50 người Công giáo có quan hệ huyết thống với hoàng tộc gần hơn bà bị loại khỏi danh sách vì lý do tôn giáo. Sau cái chết của Sophia và Anne I của Anh, năm 1714, cha ông George I, Tuyển hầu tước Hannover, thừa kế ngai vàng Anh. Trong những năm đầu tiên của triều đại của cha mình, George có mâu thuẫn với nhà vua và qua lại với các chính trị gia đảng đối lập, cho đến khi họ tái gia nhập đảng cầm quyền vào năm 1720.
Lên ngôi vua từ năm 1727, George không có nhiều ảnh hưởng quyết định đối với chính sách đối nội của Anh, vì ông là một vị vua lập hiến, và quyền lực thực sự nằm trong tay Nghị viện Anh. Nhưng với tư cách Tuyển hầu, ông cũng dành 12 mùa hạ ở Hanover và nắm quyền cai trị trực tiếp đối với vùng lãnh thổ này. Mâu thuẫn giữa ông và con trai trưởng, Frederick, Thân vương xứ Wales cực kì gay gắt khi Frederick đứng về phía phe đối lập trong quốc hội, tương tự như quan hệ giữa ông và vua cha khi trước. George II tham dự trận Dettingen năm 1743 và ông là vị vua Anh cuối cùng thân chinh trong một trận chiến. Năm 1745, những người ủng hộ vương triều Stuart, đứng đầu là kẻ đòi ngôi theo đạo Công giáo, James Francis Edward Stuart và con trai ông là là Charles Edward Stuart đã thất bại trong âm mưu truất phế George II, đấy cũng là cuộc nổi dậy cuối cùng của phái Jacobite. Frederick bất ngờ qua đời năm 1751, chín năm trước cái chết của nhà vua, và người kế vị ông là con trai trưởng của Frederick, George.
Trong khoảng hai thế kỷ sau cái chết của George II, các sử gia có xu hướng nhìn nhận ông với thái độ khinh thị, chỉ trích việc ông có nhiều tình nhân, hay nổi cáu và thô lỗ. Về sau, hầu hết các học giả đã đánh giá lại di sản của ông và kết luận rằng ông đã có ảnh hưởng quan trọng trong chính sách ngoại giao và quân sự.
Cũng như vợ là Vương hậu Caroline, George II được nhớ đến là cha của Frederick, Thân vương xứ Wales và là ông nội của Vua George III.

## Cuộc sống ban đầu

George khi còn là một cậu bé bên cạnh người mẹ, Sophie Dorothea của Celle, và em gái, Sophia Dorothea xứ Hannover

George chào đời ở Công quốc Hanover thuộc nước Đức. Ông là con trai của Georg Ludwig, Công tước xứ Braunsweig-Lüneburg (sau này là Vua George I của Liên hiệp Anh), và Sophia Dorothea của Celle. Cả bố và mẹ của George đã từng ngoại tình, và vào năm 1694, hai người chính thức li hôn với lý do mà Sophia đã bỏ rơi chồng mình. Bà đã bị giam lỏng trong Ahlden House và không được gặp hai đứa con của bà. Cũng kể từ đó, George và em gái Sophia không bao giờ có thể gặp lại mẹ mình nữa.
George chỉ nói được tiếng Pháp cho đến khi lên bốn tuổi, ông mới được dạy tiếng Đức bởi một trong số các gia sư là Johann Hilmar Holstein. Ngoài tiếng Pháp và tiếng Đức, ông cũng theo học tiếng Anh và Ý, và phả hệ học, lịch sử và quân sự. Ông được chú ý bởi thái độ học tập siêng năng.
Người cô họ của ông là Nữ vương Anne đã bước lên ngai vàng của ba nước Anh, Scotland và Ireland năm 1702. Bà không có bất kì một người con sống sót để kế vị (dù đã mang thai 17 lần). Theo Đạo luật Kế vị năm 1701 được Nghị viện Anh ban hành, người Kháng Cách nào có quan hệ huyết thống gần gũi nhất với Anne sẽ kế vị, và đó là bà của George, Sophia. Do đó, sau bà nội và cha, George đứng thứ ba trong danh sách kế vị ngai vàng ở cả ba nước. Ông đã được nhập tịch Anh năm 1705 bởi luật nhập tịch Sophia, và vào năm 1706 ông đã được ban tặng danh hiệu Cấp tước Garter và Công tước xứ Cambridge, Bá tước xứ Milford Haven, Tử tước Northallerton và Baron Tewkesbury, như một thành viên trong quý tộc của nước Anh. Anh và Scotland đã sáp nhập với nhau vào năm 1707 để thành lập Vương quốc Đại Anh, và cùng nhau công nhận sự kế vị của gia tộc Hanover.

## Hôn nhân

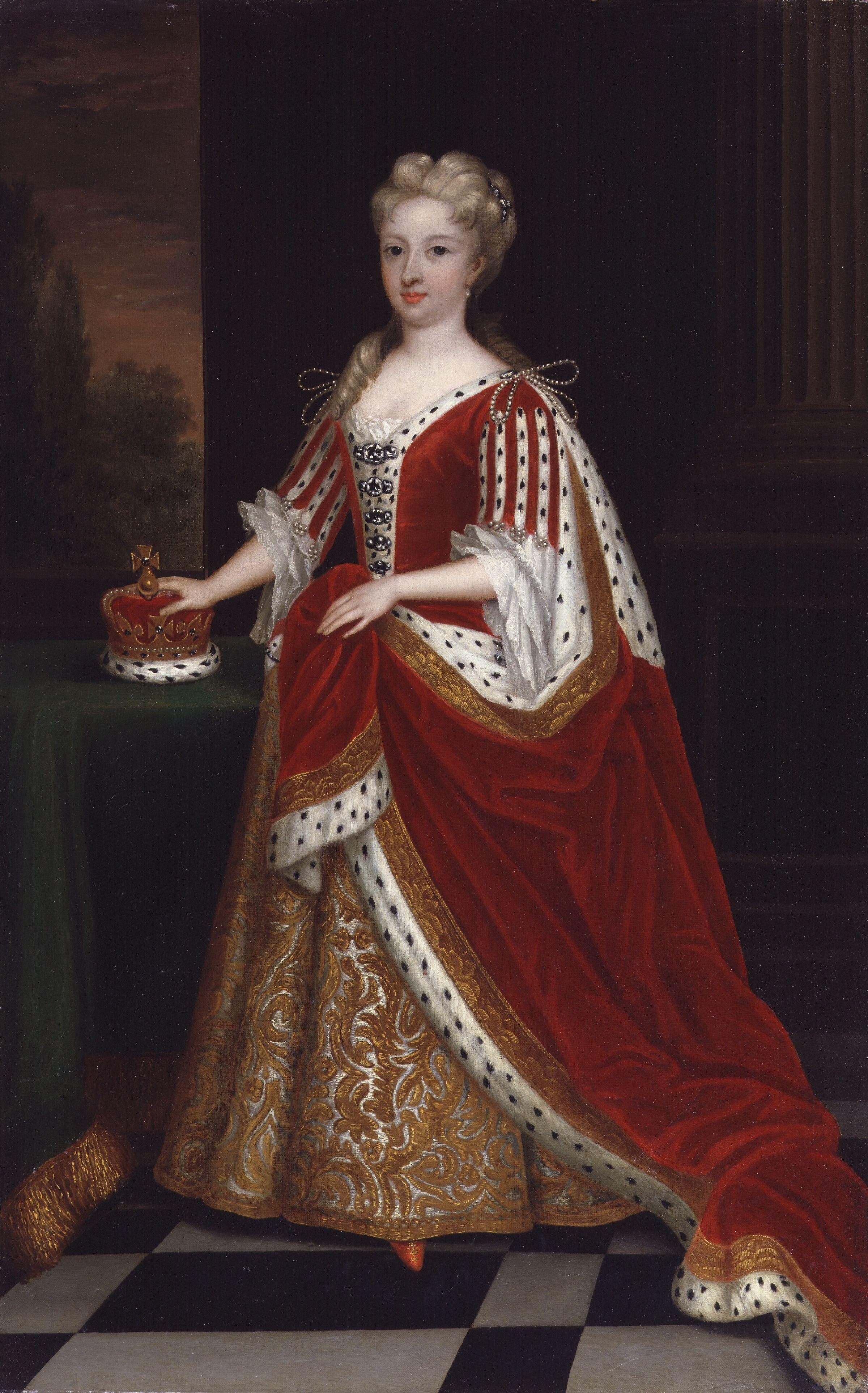
Caroline của Ansbach, họa phẩm của Godfrey Kneller, năm 1706

Phụ vương của George không muốn con trai mình có một cuộc hôn nhân sắp đặt như trường hợp của ông ngày xưa, do đó ông quyết định sẽ để cho George có cơ hội gặp mặt người được dự định thành hôn cùng ông trước khi bất kì quyết định hôn nhân nào được đưa ra. Các cuộc thỏa thuận về hôn nhân từ năm 1702 dưới sự xếp đặt của Nữ công tước Hedvig Sophia của Thụy Điển, người giữ địa vị nhiếp chính tại Holstein-Gottorp không thu được kết quả gì đáng kể. Tháng 6 năm 1705, với tên giả Monsieur de Busch, George tới thăm xứ Ansbach và cư trú suốt mùa hè tại Triesdorf để tìm hiểu về Caroline xứ Ansbach, người tháp tùng cho người dì của ông là Hoàng hậu Sophia Charlotte của nước Phổ. Edmund Poley báo cáo lại rằng George có ấn tượng về Caroline như sau: cô ấy là một người rất tốt, và ông sẽ không nghĩ đến bất kì một ai khác. Một thỏa thuận hôn nhân được đặt ra vào cuối tháng 7. Ngày 22 tháng 8 (hoặc 2 tháng 9) năm 1705, Caroline chính thức đến Hanover cho buổi lễ thành hôn, được tổ chức vào buổi tối cùng ngày tại nhà nguyện ở Herrenhausen.
George hi vọng được ra chiến trường trong Chiến tranh Kế vị Tây Ban Nha, cụ thể là trong một trận chiến với người Pháp Flanders, song phụ vương của ông từ chối lời đề nghị này, ít nhất là cho đến khi ông có một đứa con trai làm người thừa kế. Đầu năm 1707, hi vọng của George đã thành hiện thực Caroline hạ sinh một cậu bé, Frederick. Vào tháng 7, Caroline mắc bệnh đậu mùa rất nặng, và George cũng bị lây nhiễm khi chăm sóc vợ mình quá tận tình mà không có biện pháp phòng bệnh. Tuy nhiên sau đó cả hai đều khỏi bệnh. Vào năm 1708, George tham gia trận chiến Oudenarde, tham gia vào đội kị binh tiên phong của Hanover, trong khi con ngựa của ông và một đại tá ngay bên cạnh ông đã bị giết, nhưng George vẫn bình yên vô sự. Từ năm 1709 đến 1713, George và Caroline có với nhau tất cả ba người con, tất cả đều là con gái: Anne, Amelia và Caroline.
Năm 1714, sức khỏe của Nữ vương Anne trở nên nguy kịch, và đảng Whig đang nắm ưu thế trên vũ đài chính trị, ủng hộ sự kế vị của gia tộc Hanover, nên họ tìm cách đưa gia đình George sang nước Anh để bảo đảm không có điều gì bất trắc sau khi nữ hoàng băng hà. Lúc đó George đang là Công tước xứ Cambridge, có ý kiến cho rằng ông được Nghị viện triệu tập đến Thượng nghị viện. Cả Anne và cha của George từ chối ủng hộ kế hoạch, mặc dù George, Caroline và Sophia đều ủng hộ. Cuối cùng ông không đi. Cùng năm đó, lần lượt Sophia và Anne qua đời, cha của George trở thành quân chủ Anh.

## Thân vương xứ Wales

### Mâu thuẫn với phụ vương

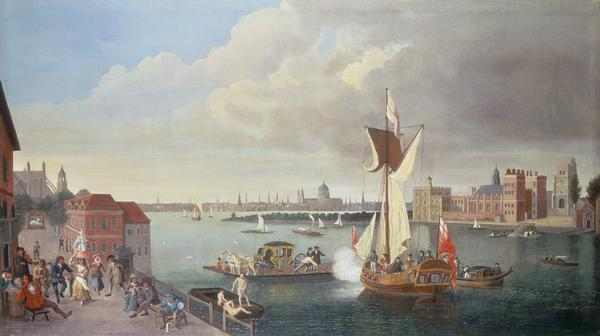
Luân Đôn năm 1710

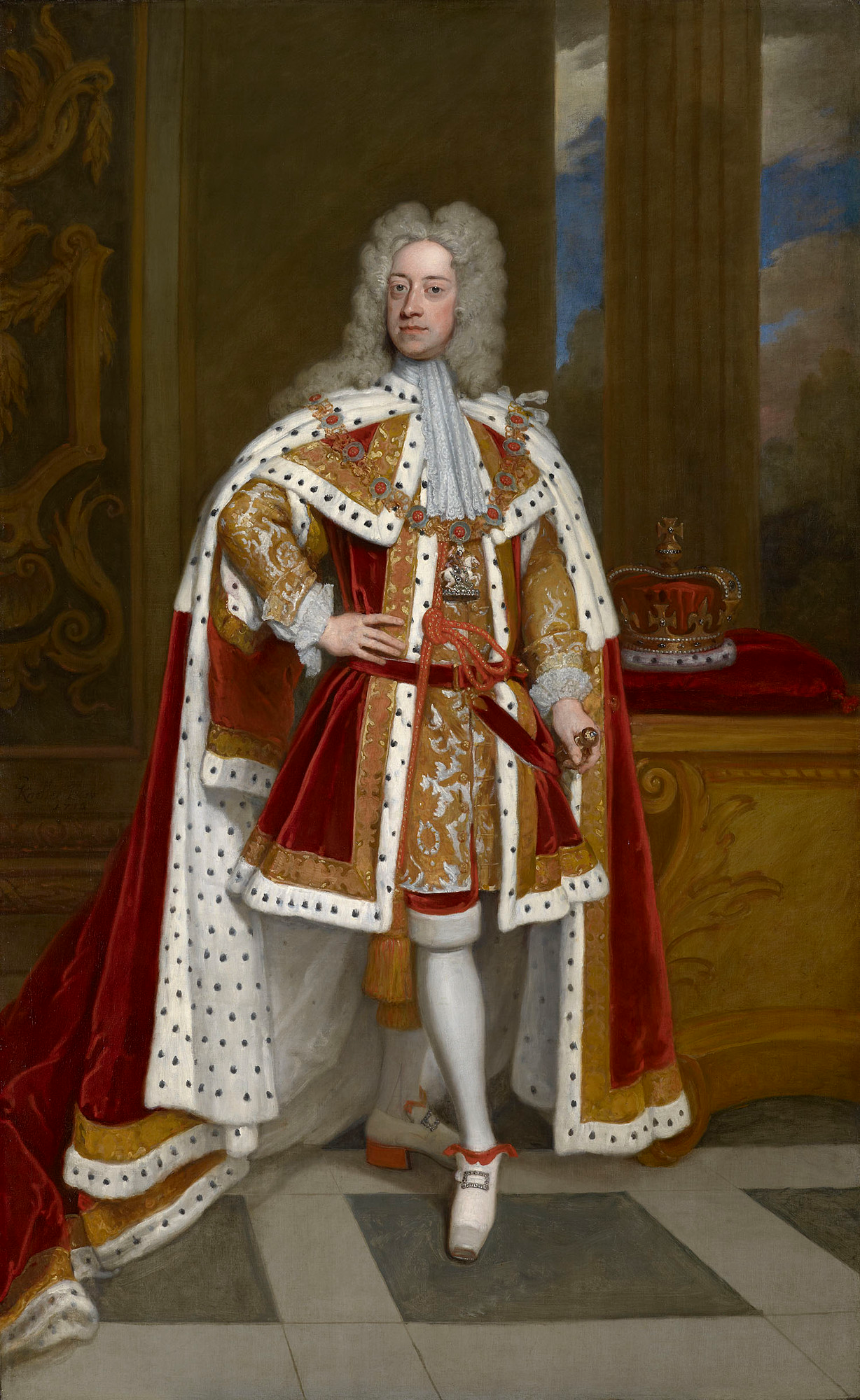
Chân dung vẽ bởi Kneller, 1716.

George Augustus cùng với nhà vua khởi hành đến nước Anh từ The Hague vào ngày 16/27 tháng 9 năm 1714 và đến Greenwich hai ngày sau đó. Hôm sau nữa, họ chính thức đặt chân vào thành Luân Đôn với một lễ rước long trọng. George được phong tặng tước hiệu Thân vương xứ Wales, tương đương với địa vị kế thừa ngai vàng. Caroline cũng sang Anh đoàn tụ với chồng vào tháng 10 cùng năm, cùng với các con gái của họ, trong khi con trai trưởng Frederick vẫn ở lại Hanover và được trông nom bởi những người giám hộ. Thành Luân Đôn khác rất xa so với những gì George tưởng tượng, nó rộng lớn gấp 50 lần so với thành HanoverA, và đám đông đến đón ông lên tới một triệu rưỡi người. George tranh thủ được sự ủng hộ của quần chúng bởi tài ăn nói và khả năng nói tiếng Anh khá thành thạo, và ông tuyên bố rằng ông không có một giọt máu nào mà không thuộc về nước Anh.
Tháng 7 năm 1716, Nhà vua trở về thăm Hanover trong thời gian 6 tháng, George được trao quyền lực cai trị nhưng rất hạn chế, với chức danh "Guardian and Lieutenant of the Realm", có quyền quyết định thay cho phụ vương. Ông đã thực hiện một nghi thức nghênh giá, đi qua Chichester, Havant, Portsmouth và Guildford, đều thuộc miền nam nước Anh. Công chúng được phép gặp mặt và quan sát một bữa ăn trưa của Hoàng tử tại Hampton Court Palace. Có một âm mưu ám sát nhằm vào Hoàng tử trong sự kiện này, và một người đã bị bắn chết trước khi kẻ ám sát bị bắt giữ, nhưng điều này càng làm gia tăng sự nổi tiếng của Hoàng tử trước quần chúng.
Nhà vua rất không tin tưởng con trai mình, và cảm thấy bất an khi Thân vương xứ Wales nhận được quá nhiều sự ủng hộ, đó là bắt đầu cho một loạt những mâu thuẫn về sau trong quan hệ cha - con. Năm 1717, Caroline hạ sinh người con trai thứ hai, Hoàng tử George William là sự kiện đánh dấu đỉnh điểm trong xung đột này. Nhà vua bổ nhiệm Lord Chamberlain, công tước xứ Newcastle, là một trong số những người chủ trì buổi lễ rửa tội cho hoàng tử bé bỏng. Nhà vua tỏ ra rất tức giận khi George, vốn không ưa Newcastle, đã nói ra những lời lẽ chỉ trích ông ta trong nghi thức rửa tội đó. Công tước hiểu lầm đó là sự thách thức của Hoàng tử cho một cuộc đánh nhau tay đôiB. Do đó, George và Caroline bị quản thúc tại tư gia, sau đó còn bị trục xuất khỏi cung điện St James. Hoàng tử và công nương tuy bị trục xuất nhưng con cái của họ lại phải giao cho nhà vua chăm sóc.
Hoàng tử và công nương rất nhớ con cái của họ nhưng lại không có cơ hội gặp mặt. Có một lần họ lén lút trở về cung để thăm các con mà không có sự chấp thuận của đức vua, trong dịp đó Caroline đã ngất đi và George "khóc như một đứa trẻ". Nhà vua có phần mủi lòng và sau đó cho phép vợ chồng George mỗi tuần được vào thăm các con một lần và tiếp nữa thì dỡ bỏ lệnh cấm đối với Caroline. Tháng 2 năm 1718, Hoàng tử George Wiliam qua đời, và George được ở bên cạnh con trai trong giờ phút đó.

### Lãnh đạo phe đối lập
Bị đuổi ra khỏi cung điện và ngày càng xa lánh đối với phụ vương, trong những năm tiếp theo Thân vương xứ Wales thường có ý kiến trái chiều đối với những chính sách của vua cha, trong đó có cả các chính sách nhằm tăng quyền tự do tôn giáo ở Anh và mở rộng lãnh thổ của Hanover thông qua các tranh chấp với Thụy Điển. Ngôi nhà mới của ông tại Luân Đôn, Leicester House, đã trở thành một nơi gặp gỡ thường xuyên của các thành viên chính phủ phản đối chính sách của nhà vua, bao gồm cả Sir Robert Walpole và Tử tước Townshend, người đã rời Nghị viện trong năm 1717.
Nhà vua lại về thăm Hanover từ tháng 5 đến tháng 11 năm 1719. Thay vì bổ nhiệm George giữ quyền quyết định thay mình ở Anh, nhà vua lại thành lập ra một Hội đồng nhiếp chính. Năm 1720, Walpole đề nghị hòa giải giữa nhà vua và hoàng tử vì lợi ích và sự ổn định của hoàng gia, hai người tuy làm lành với nhau nhưng quan hệ không thể nào khôi phục lại như ngày xưa nữa. Walpole và Townshend được triệu tập trở lại chính phủ. Hoàng tử nhanh chóng cảm thấy thât vọng vì các điều khoản của việc hòa giải, trong khi ba cô con gái của ông bị nhà vua giữ lại không được phép trở về với cha mẹ và ông vẫn bị tước quyền nhiếp chính khi nhà vua vắng mặt. Ông cho rằng Walpole đã lừa dối ông nhằm mục đích trở lại với quyền lực. Những năm tiếp theo, cuộc sống của George và Caroline khá lặng lẽ, họ không tham gia nhiều vào các hoạt động chính trị. Về gia đình, ông cùng vợ có thêm ba người con nữa: William, Mary và Louisa, tất cả đều đã lớn lên ở Leicester House và Richmond Lodge, nơi cư trú của George vào mùa hè.
Năm 1721, cuộc khủng hoảng kinh tế có tên South Sea Bubble diễn ra. Walpole với những chính sách đúng đắn đã đưa nước Anh thoát khỏi khủng hoàng và ông ta vươn lên vị trí đỉnh cao trong chính phủ. Đảng Whig của ông ta nắm thế thượng phong trong Nghị viện, vì nhà vua lo sợ Đảng Tory vốn có tư tưởng chống đối lại Đạo luật Kế vị năm 1701. Quyền lực của đăng Whig lớn tới mức trong vòng 50 năm tiếp theo, Đảng Tory không thể nào giành lại qưyền lãnh đạo chính phủ.
Năm 1727, George I qua đời trong một chuyến về thăm Hanover, và Thân vương xứ Wales lên kế vị, danh hiệu là George II.

## Cai trị thời kì đầu

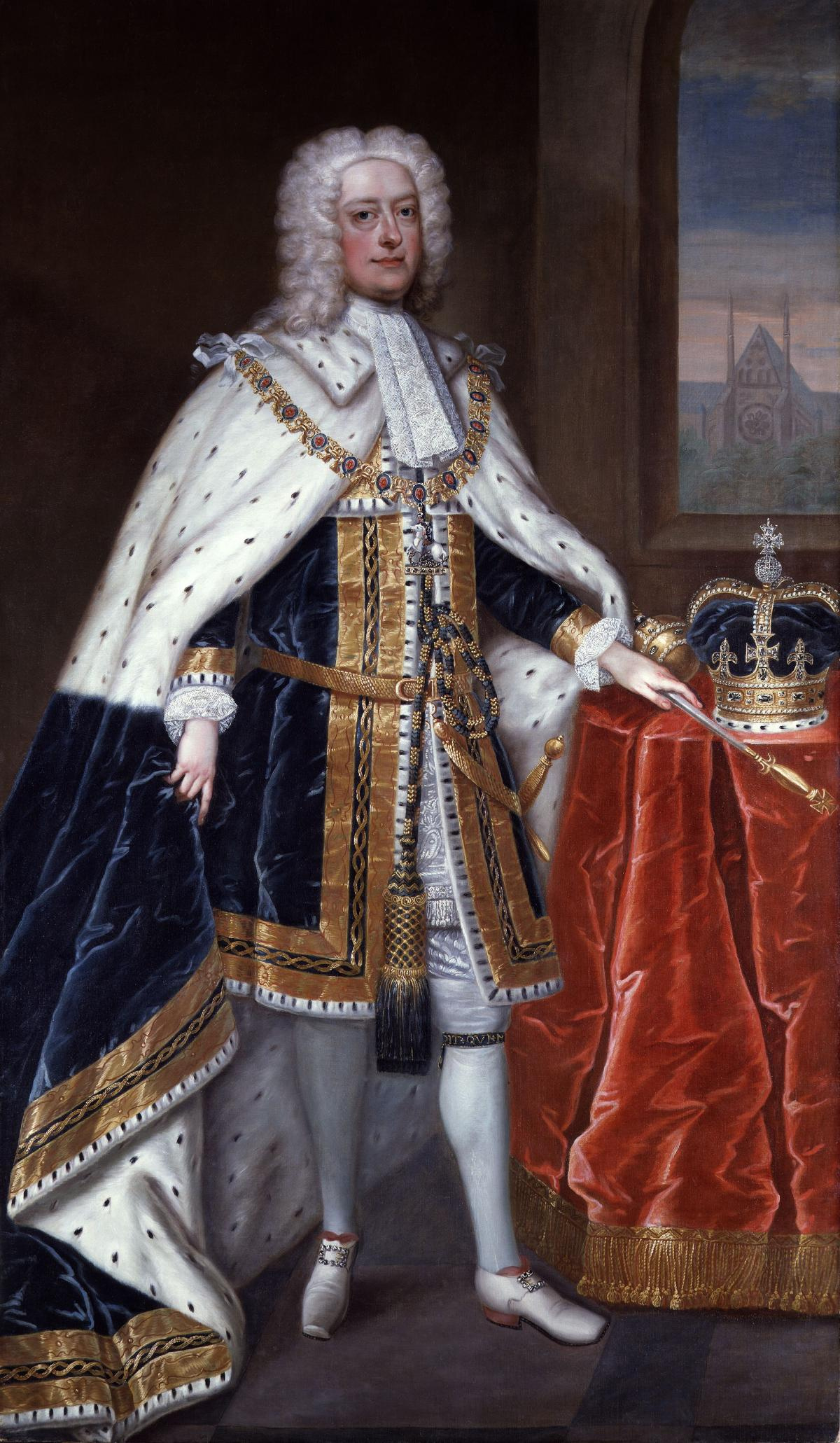
Chân dung bởi Charles Jervas, c. 1727

George I qua đời vào ngày 11/22 tháng 6 năm 1727 trong một lần trở về quê hương Hanover, và George II kế vị ngôi vua và Tuyển hầu tước ở tuổi 43. Vị tân vương quyết định không đi tới Đức để dự đám tang của cha mình, vì nguyên nhân này mà ông được dân Anh kính mến vì họ cho rằng ông yêu nước Anh. Ông tìm cách ngăn cản những dự định của phụ vương lúc còn sống như phân chia sự cai trị tại Hanover giữa những người cháu trai tương lai của George II thay vì đặt cả hai vương quốc (Anh và Hanover) dưới một liên minh cá nhân một vị vua duy nhất. Cả hai bộ trưởng Anh và Hanover đều cho rằng dự định này chí bất hợp pháp, vì George I không có quyền hợp pháp để xác định sự kế thừa cá nhân. Các nhà phê bình cho rằng ông giấu ý chí này để tránh làm ảnh hưởng đến danh dự của cha mình.
Lễ gia miện của George II được tiến hành vào ngày 11/22 tháng 10 năm 1727 tại Tu viện Westminster. Nhà soạn nhạc George Frideric Handel được cử viết 4 bài hát cho buổi lễ đăng quang, bao gồm bài Zadok the Priest.
Nhiều người cho rằng nhà vua sẽ loại bỏ Walpole, người đã lợi dụng ông để nắm lại quyền lực dưới thời vua cũ, và thay vào vị trí đó bởi Sir Spencer Compton. Nhà vua hỏi ý kiến của Compton, thay vì Walpole cho bài phát biểu đầu tiên của ông trước quần chúng trên cương vị quốc vương, nhưng Compton lại đem việc này hỏi ý của Walpole. Caroline khuyên George giữ lại Walpole, người vẫn được lòng hoàng gia bằng việc đảm bảo tiền trợ cấp từ Nghị viện cho nhà vua hằng năm là £ 800.000. Walpole nắm quyền lực đáng kể tại Quốc hội trong khi George đành phải giữ lại ông ta do lo sợ những bất ổn trong chính phủ khi loại bỏ Thủ tướng. Compton được phong làm Lord Wilmington vào năm sau, 1728.

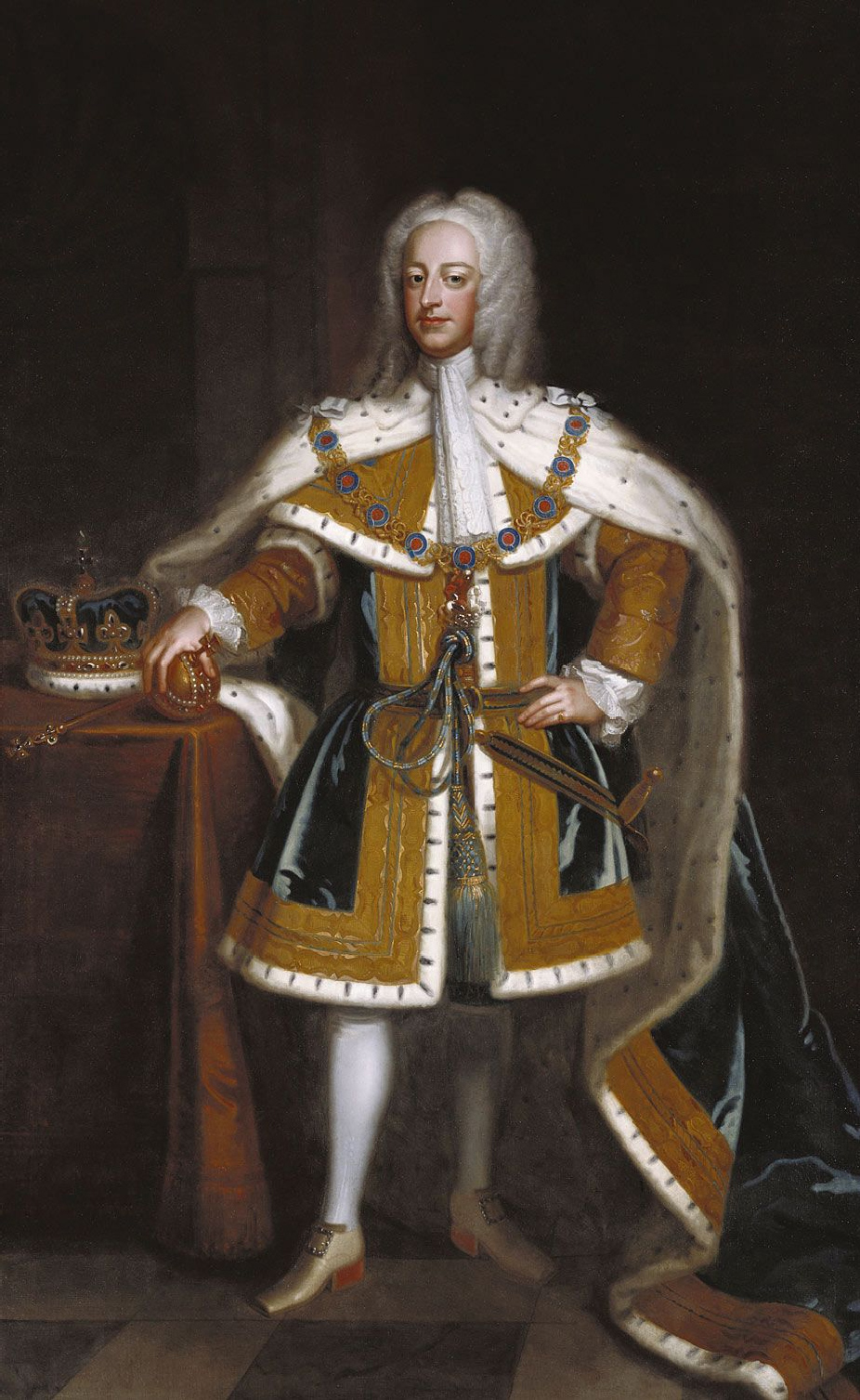
Chân dung bởi Enoch Seeman, c. 1730

Walpole nắm quyền quyết định đến chính sách đối nội. Và sau sự từ chức của người anh trai trong pháp luật của ông, Townshend năm 1730 thì ông kiểm soát luôn những chính sách đối ngoại của triều đình George II. Các nhà sử học thường tin rằng George đã đóng vai trò như một lãnh tụ tinh thần, và thường nghe theo những lời khuyên của Walpole và các bộ trưởng cao cấp ai khi ban hành các quyết định lớn. Mặc dù nhà vua rất nóng lòng cho một cuộc chiến tranh ở châu Âu, song các Bộ trưởng dưới quyền ông tỏ ra thận trọng hơn. Chiến tranh Kế vị Tây Ban Nha chấm dứt và George thất bại trong việc ép Walpole tham gia Chiến tranh Kế vị Ba Lan trên lãnh thổ Đức. Tháng 4 năm 1733, Walpole bãi bỏ một loại thuế không được quần chúng tán đồng; điều này đã gây nên một làn sóng phản đối ngay đảng trong nội bộ đảng Whig. George đã đứng về phía Walpole khi quyết định trục xuất một số đối thủ chính trị chống đối ông ta khỏi chính quyền.

## Vấn đề gia đình
Mối quan hệ giữa nhà vua với người thừa kế hợp pháp, Frederick, Thân vương xứ Wales khá tồi tệ, trở nên tồi tệ trong những năm 1730. Frederick đã bị bỏ lại tại Đức khi cha mẹ ông đến nước Anh, và họ đã không gặp nhau trong suốt 14 năm ròng. Năm 1728, Hoàng tử được đưa đến nước Anh và nhanh chóng trở thành con bài trong tay phe đối lập trong chính phủ. Khi ông về thăm Hanover trong những năm 1729, 1732 và 1735, thì Hoàng hậu Caroline là người đứng đầu Hội đồng nhiếp chính chứ không phải hoàng tử Wales. Cũng trong lúc đó, sự căng thẳng trong mối quan hệ của ông và em rể Friedrich Wilhelm I của Phổ dẫn đến những căng thẳng tại vùng biên giới Phổ - Hannover. Cuối cùng mâu thuẫn lên đến đỉnh điểm với việc cả hai vua huy động quân đội ở khu vực biên giới để chuẩn bị cho một cuộc chiến tranh. Các cuộc thỏa thuận hôn nhân giữa Thân vương xứ Wales và con gái vua Frederick William, Công chúa Wilhelmine kéo dài trong nhiều năm nhưng không bên nào chịu nhượng bộ yêu cầu của người kia, và dự định này không trở thành hiện thực. Thay vào đó, Thân vương xứ Wales thành hôn với Augusta xứ Sachsen-Gotha-Altenburg vào tháng 4 năm 1736.
Tháng 5 năm 1736, nhà vua trở về Hannover, một hành động gây bất bình đối với người dân Anh. Một văn bản chế giễu được lén đặt trước cửa cung điện St James chỉ trích sự vắng mặt của George. Nội dung là: "Mất hoặc thất lạc khỏi nơi này", "một người đã bỏ lại vợ và sáu người con trong giáo xứ. Khi ông khởi hành về Anh vào tháng 12, hành trình gặp trắc trở bởi thời tiết khắc nghiệt, tàu của ông bị gặp phải một trận bão lớn. Có tin đồn lan đến Luân Đôn rằng nhà vua đã bị chết đuổi trên biển. Nhưng cuối cùng vào tháng 1 năm 1737, ông đã có thể đặt chân lên đất Anh. Ngay sau đó ông ngã bệnh, sốt rất cao và nằm liệt trên giường. Thân vương xứ Wales loan báo với những người xung quanh rằng nhà vua sắp băng hà, và George đã tham dự một số sự kiện xã hội đã bác bỏ tin đồn trên.
Khi Thân vương xứ Wales đề nghị lên quốc hội việc tăng phụ cấp cho mình, thì một cuộc tranh cãi nổ ra giữa cha và con. Nhà vua vốn có tính bủn xỉn, đề nghị một giải pháp mà Frederick từ chối. Quốc hội đã bỏ phiếu chống lại dự luật, nhưng George miễn cưỡng tăng trợ cấp của con trai mình theo lời khuyên của Walpole. Mâu thuẫn giữa Hoàng tử với cha mẹ của mình càng tăng lên khi công nương xứ Wales hạ sinh một người con gái vào tháng 7 năm 1737. Khi đó vợ ông mặc dù đang đau đẻ nhưng vẫn được đưa lên xe đi ra ngoài vào ban đêm. George trục xuất con trai và gia đình của hoàng tử ra khỏi triều đình, giống như hình phạt cha của ông thi hành đối với ông khi xưa nhưng với ngoại lệ mà ông cho phép Frederick được quyền nuôi con.
Ngay sau đó, hoàng hậu Caroline đã qua đời vào ngày 20 tháng 11 năm 1737. Nhà vua đau buồn sâu sắc trước cái chết của vợ, điều khiến nhiều người ngạc nhiên trước "một sự dịu dàng mà thế giới nghĩ rằng ông trước kia hoàn toàn không có khả năng". Trên giường bệnh của cô, Caroline thổn thức yêu cầu chồng mình nên tái hôn, nhưng ông trả lời, "Không, nhưng trẫm sẽ tìm nhân tình"). Thực chất nhà vua có nhiều tình nhân, nhưng ông đều giấu việc đó trước mặt hoàng hậu. Henrietta Howard, về sau là Nữ Bá tước xứ Suffolk, đã chuyển đến Hanover với chồng trong triều đại của Nữ vương Anne, và về sau trở thành người hầu phòng cho hoàng hậu. Bá trở thành tình nhân của nhà vua trước khi George I lên ngôi đến tận tháng 10 năm 1734. Ngoài ra còn có Amalie von Wallmoden, về sau là Nữ bá tước xứ Yarmouth, sinh ra một người con trai là Johann Ludwig von Wallmoden, nhiều người đồn đoán anh ta là con trai của nhà vua; nhưng Johann Ludwig chào đời lúc Amalie đã lấy chồng, và George đã không thừa nhận anh ta là con của mình.

## Chiến tranh và nội loạn
Không như mong muốn của Walpole, nhưng phù hợp với ý định của nhà vua, nước Anh bước vào cuộc chiến tranh với Tây Ban Nha vào năm 1739. Cuộc xung đột lần đó được biết đến với tên gọi là Chiến tranh Ear Jenkins đã trở thành một phần của Chiến tranh Kế vị Áo, cuộc tranh chấp lớn nhất trên lãnh thổ châu Âu lúc bấy giờ nổ ra sau cái chết của Hoàng đế Thánh chế Lã Mã Charles VI năm 1740. Nguyên nhân của sự xung đột là tranh cãi về quyền thừa kế ngôi vua nước Áo cho người con gái duy nhất của hoàng đế, Maria Theresia. Vì lý do chiến tranh nên vào mùa hạ năm 1740 và 1741, George đã rời Anh quốc đến lãnh địa Hannover để có thể can thiệp nhiều hơn vào công việc đối ngoại ở châu Âu trên cương vị Tuyển hầu tước xứ Hannover.
Hoàng tử Frederick đã đứng về phe đối lập trong cuộc tuyển cử năm 1741, và vì thế Walpole không thể duy trì thế thượng phong trong Quốc hội. Walpole đã cố gắng mua chuộc hoàng tử bằng lời hứa gia tăng phụ cấp cho Frederick và đề nghị hoàng tử thanh toán các khoản nợ của mình, nhưng Frederick từ chối. Với việc sự ủng hộ bị giảm sút, Walpole phải nghỉ hưu vào năm 1742 sau hơn 20 năm nắm quyền. Ông được thay thế bởi Spencer Compton, Bá tước thứ nhất của Wilmington, người mà trước kia vào năm 1727, George đã muốn phong làm thủ tướng. Tuy nhiên Lord Wilmington gần như chỉ là bù nhìn, quyền lực trên thực tế thuộc về những nhân vật khác ví dụ như Lord Carteret, người mà nhà vua có ý định đưa lên để thay thế Walpole. Sau khi Wilmington chết vào năm 1743, Henry Pelham trở thành người có vị trí đứng đầu chính phủ.
Phe chủ chiến được sự dẫn dắt của Carteret, người luôn cho rằng thế lực của Pháp ở châu Âu sẽ tăng nhanh nếu Maria Theresia không thể kế vị ngay vàng Áo. George đồng ý và cho gửi 12.000 lính đánh thuê thuê Hessian và Đan Mạch đến châu Âu, tuyên bố là để hỗ trợ Maria Theresia. Tuy nhiên đó chỉ là bề ngoài, thực tế George cho bọn lính đóng quân ở Hanover để ngăn chặn quân Pháp tấn công vào vùng lãnh địa này. Quân đội Anh trong suốt 20 năm trở lại đó chưa từng tham gia vào một cuộc chiến quy mô lớn nào trên lãnh thổ châu Âu, nên việc huân luyện quân đội bị chính phủ quên lãng đi. George đã có ý định nâng cao tính chuyên nghiệp cho quân đội bằng cách mua hoa hồng nhưng không mấy thành công. Lực lượng liên quân Áo, Anh, Hà Lan, Hanover và binh sĩ Hessian đã có một trận giao phong lớn với quân Pháp ở trận Dettingen vào ngày 16/27 tháng 6 năm 1743. Đích thân George tham gia vào trận chiến này, và ông là vị vua cuối cùng của nước Anh tính đến hiện nay thân chinh trên chiến trường.

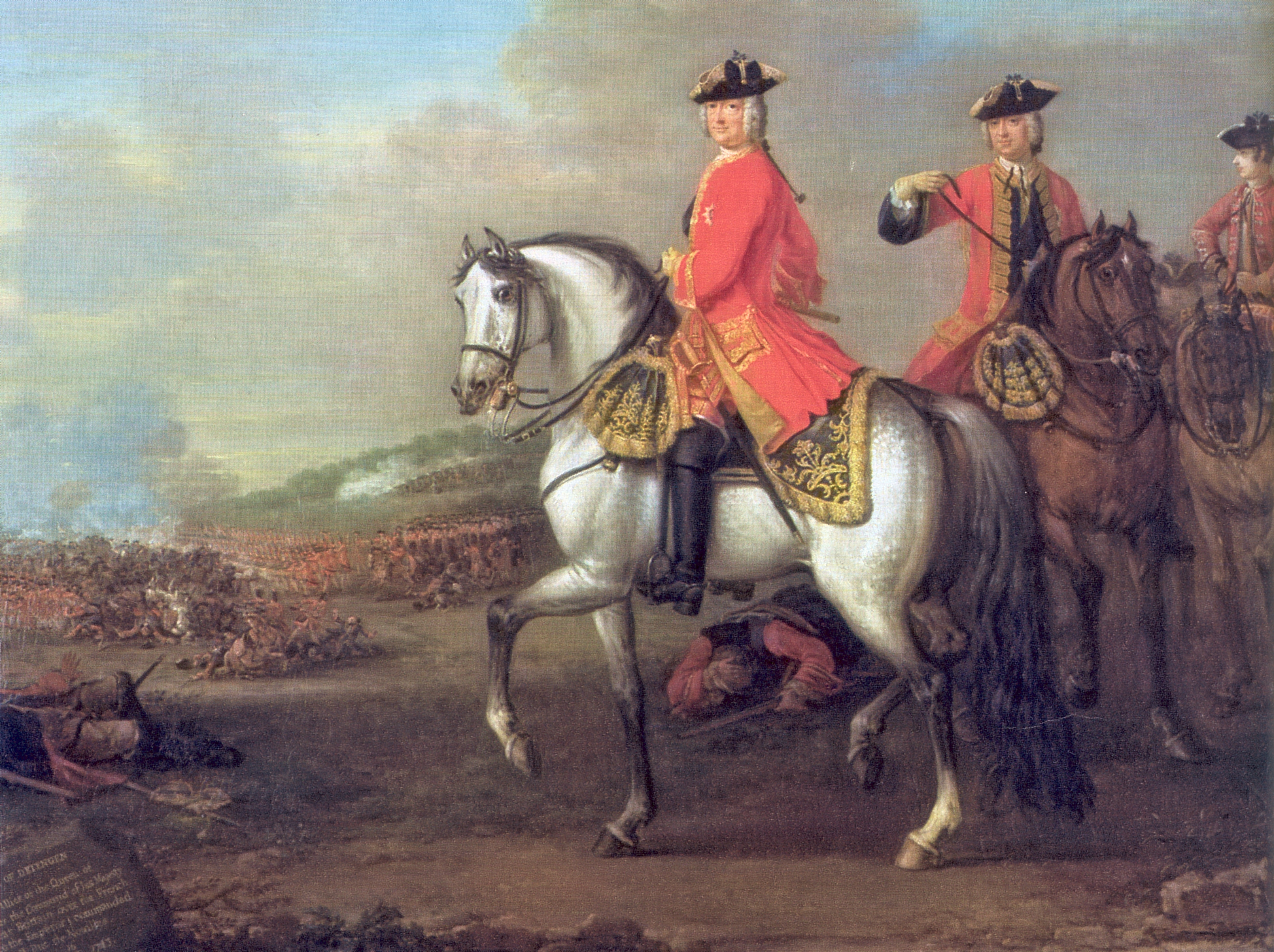
Tranh vẽ vua George II tham gia Trận Dettingen năm 1743 bởi John Wootton

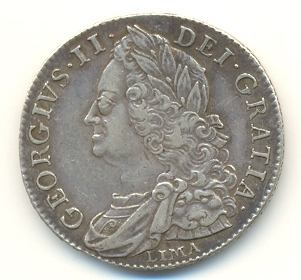
Đồng tiền in nửa mặt của George II, 1746. Chữ trên đó là GEORGIUS II DEI GRATIA (George II by the Grace of God). Từ LIMA dưới đầu của nhà vua có nghĩa rằng đồng xu đã được thu giữ được từ các hạm đội Tây Ban Nha tại kho báu Lima, Peru, trong Chiến tranh Kế vị Áo.

Thắng lợi trong trận chiến này của George khiến ông nhận được sự ngưỡng mộ từ người dân Anh, nhưng họ cũng cho rằng nhà vua và Carteret đã dùng sức mạnh của nước Anh để phục vụ cho lợi ích của người Hanover. Carteret mất đi sự ủng hộ và phải từ chức vào năm 1744 theo lệnh của George.
Mâu thuẫn nảy sinh giữa Pelham và nhà vua khi ông này theo lời khuyên Carteret mà bãi bỏ sức ép từ các bộ trưởng khác như William Pitt trẻ, theo đó sẽ mở rộng cơ sở hỗ trợ của chính phủ. Nhà vua lại không thích Pitt bởi vì trước đó ông này phản đối chính sách của chính phủ và chỉ trích vào các biện pháp được xem là có lợi cho Hanover. Tháng 2 năm 1746, Pelham và các cộng sự của ông ta đều từ chức. George hỏi ý kiến của Bá tước Bath và Carteret về việc lập chính phủ mới, nhưng sau chưa đầy 48 giờ họ phải đưa Pelham trở về vì không thể chọn ra được một quốc hội mới. Pelham đã trở lại nắm quyền và George buộc lòng phải để cho Pitt làm Bộ trưởng.
Quân đội Pháp vốn thù địch với nước Anh lại hỗ trợ cho sự nổi dậy của những người Jacobites, tức những người ủng hộ một thành viên Công giáo, James Francis Edward Stuart, con trai vua James II, lên ngôi thống trị nước Anh. Stuart, còn được gọi là Kẻ đòi ngôi già, là con trai của James II, người đã bị lật đổ năm 1688 và thay thế bằng William xứ Orange, một người Kháng Cách. Hai cuộc nổi loạn trước trong năm 1715 và 1719 đã thất bại. Tháng 7 năm 1745, con trai của hoàng tử James, Charles Edward Stuart, thường được gọi là Bonnie Prince Charlie hoặc Kẻ đòi ngôi trẻ, cập bến ở Scotland, nơi mà sự hỗ trợ dành cho ông ta vẫn còn khá cao. George, khi đó đang trải qua mùa hè ở Hanover, đã quay trở lại Luân Đôn vào cuối tháng Tám. Những người Jacobites đánh bại quân Anh trong tháng 9 tại trận Prestonpans, và sau đó tiến về phía nam nước Anh. Tuy nhiên quân Jacobites thất bại trong việc kiếm thêm sự hỗ trợ, và người Pháp không giúp đỡ như họ đã hứa. Mất tinh thần, quân Jacobites rút lui trở lại vào Scotland. Ngày 16/27 tháng 4 năm 1746, Charles có cuộc đối đầu với quân đội do con trai của George là Hoàng tử William, Công tước Cumberland, trong trận Culloden. Đó là trận chiến cuối cùng của ông ta trên đất Anh. Quân đội Jacobite đã bị quân hoàng gia đánh tan tác. Charles trốn sang Pháp, nhưng nhiều người ủng hộ ông đã bị bắt và xử tử. Từ đó phái Jacobites không còn nhận được sự ủng hộ để đưa dòng dõi Stuart trở lại với ngai vàng. Chiến tranh Kế vị Áo tiếp tục cho đến năm 1748, khi Maria Theresia đã được công nhận là Nữ đại vương công Áo.

## Những năm cuối đời

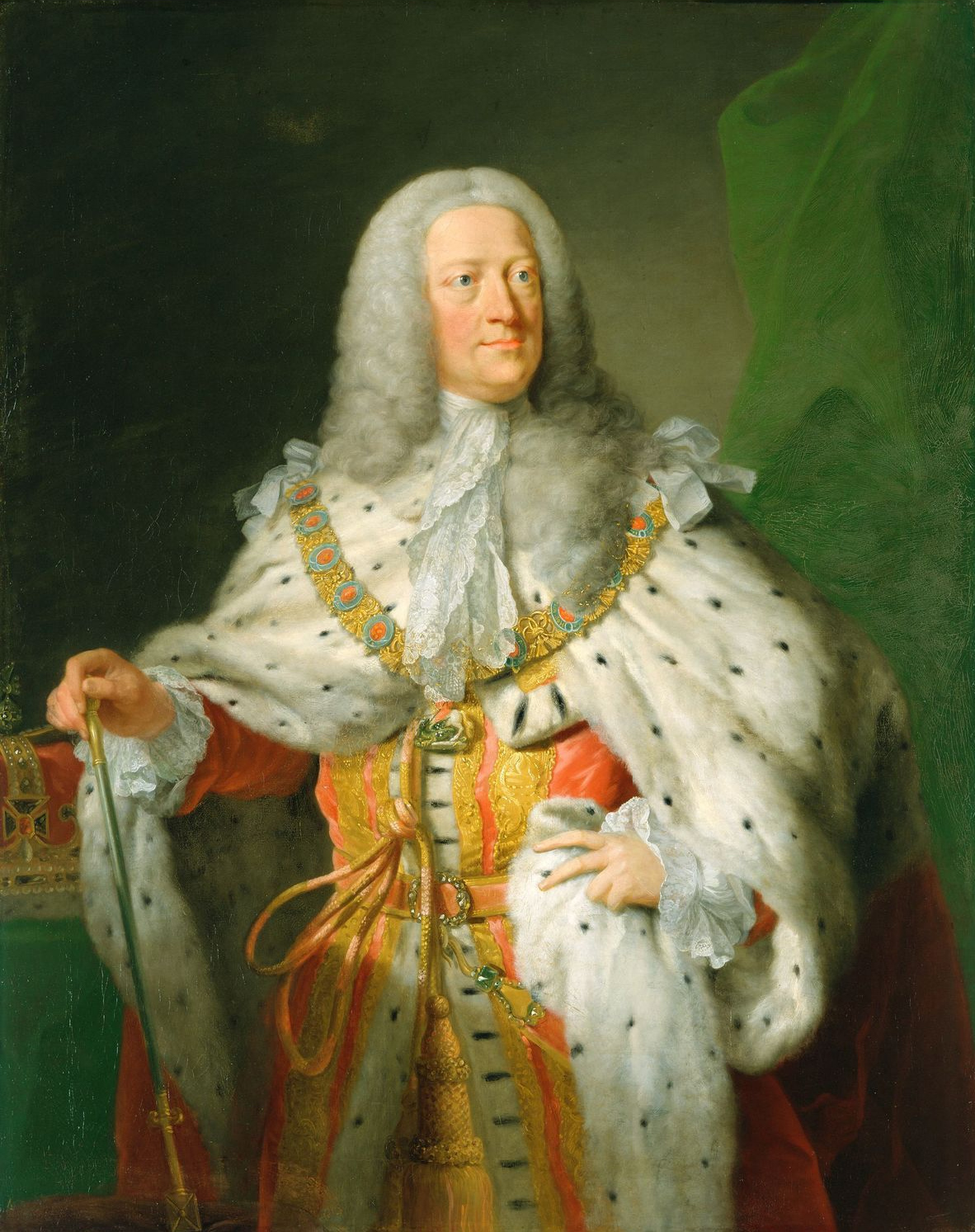
Chân dung George II vẽ bởi John Shackleton, trước hoặc sau năm 1755

Trong cuộc tổng tuyển cử của năm 1747, Thân vương xứ Wales một lần nữa vận động tích cực cho phe đối lập nhưng phe Pelham của chiến thắng dễ dàng. Giống như cha mình trước kia, Frederick và phe đối lập thường họp bàn cùng nhau tại nhà của ông ở Quảng trường Leicester. Sau khi Thân vương xứ Wales đột ngột qua đời vào năm 1751, con trai lớn của ông, Hoàng tôn George trở thành người thừa kế ngôi vua. Nhà vua đích thân chia buồn cùng Vương phi xứ Wales và khóc than chung với bà. Vì đến năm 1756 hoàng tôn mới đủ 18 tuổi nên một đạo luật Nhiếp chính đã được thông qua, theo đó một Hội đồng nhiếp chính do Công tước Cumberland đứng đầu sẽ được lập ra nếu như nhà vua qua đời mà hoàng tôn vẫn chưa đủ tuổi để đích thân chấp chính. Nhà vua cũng ban hành một ý chỉ chỉ định Cumberland là người nhiếp chính duy nhất tại Hannover. Sau cái chết của vương nữ Lousia vào cuối năm đó, George đã than thở rằng: "Đây là một năm đầy chết chóc đối với gia đình trẫm. Trẫm đã mất đi người con trai lớn của mình, nhưng trẫm lại vui mừng vì điều đó... Bây giờ thì Lousia cũng đã ra đi. Trẫm biết rằng mình đã không yêu thương con cái khi còn trẻ; trẫm bực tức khi chúng vào phòng của trẫm; nhưng bây giờ trẫm lại yêu chúng như hầu hết những người cha trên thế giới này."

### Chiến tranh bảy năm
Năm 1754, Pelham chết và được kế nhiệm bởi người anh trai là Công tước Newcastle. Sự xung đột giữa Anh và Pháp, nhất là vấn đề thuộc địa tại Bắc Mỹ vẫn tiếp tục. Lo sợ về một cuộc tấn công của người Pháp vào Hanover, George liên minh với Phổ, kẻ thù của Áo; trong khi Pháp và Nga liên minh với Áo, kẻ thù cũ của họ. Một cuộc xâm lăng nhằm vào đảo Anh được tổ chức bởi Minorca dẫn đến sự mở đầu của Chiến tranh bảy năm vào năm 1756. Quân Anh gặp một số thất bại ban đầu dẫn đến việc Newcastle từ chức và Công tước Devonshire làm Thủ tướng cùng với William Pitt Già làm Ngoại trưởng cục miền Nam. Tháng 4 năm sau, nhà vua cách chức Pitt, trong một nỗ lực thành lập chính phủ theo ý muốn của ông. Ba tháng tiếp theo, George cố gắng tạo nên một chính phủ ổn định và đoàn kết song thất bại. Tháng 6, James Waldegrave, Bá tước thứ hai của Waldegrave nắm trong tay con dấu và điều khiển chính phủ trong 4 ngày. Đến đầu tháng 7, Pitt trở lại, và Công tước Newcastle được phục chức Thủ tướng. Với vai trò Ngoại trưởng, Pitt chỉ đạo các chính sách liên quan đến chiến tranh. Liên hiệp Anh, Hanover và Phổ cùng các đồng minh của dòng họ Hesse-Kassel và Brunswick-Wolfenbüttel đã có những cuộc đọ sức với các cường quốc châu Âu khác, như Pháp, Áo, Nga, Thụy Điển và Saxony. Các cuộc chiến tranh lan rộng ra nhiều nơi từ châu Âu đến Bắc Mỹ và Ấn Độ, nơi mà sự thống trị của Anh được củng cố với những chiến thắng của Robert Clive trước quân Pháp và các đồng minh của họ ở trận Arcot và trận Plassey.

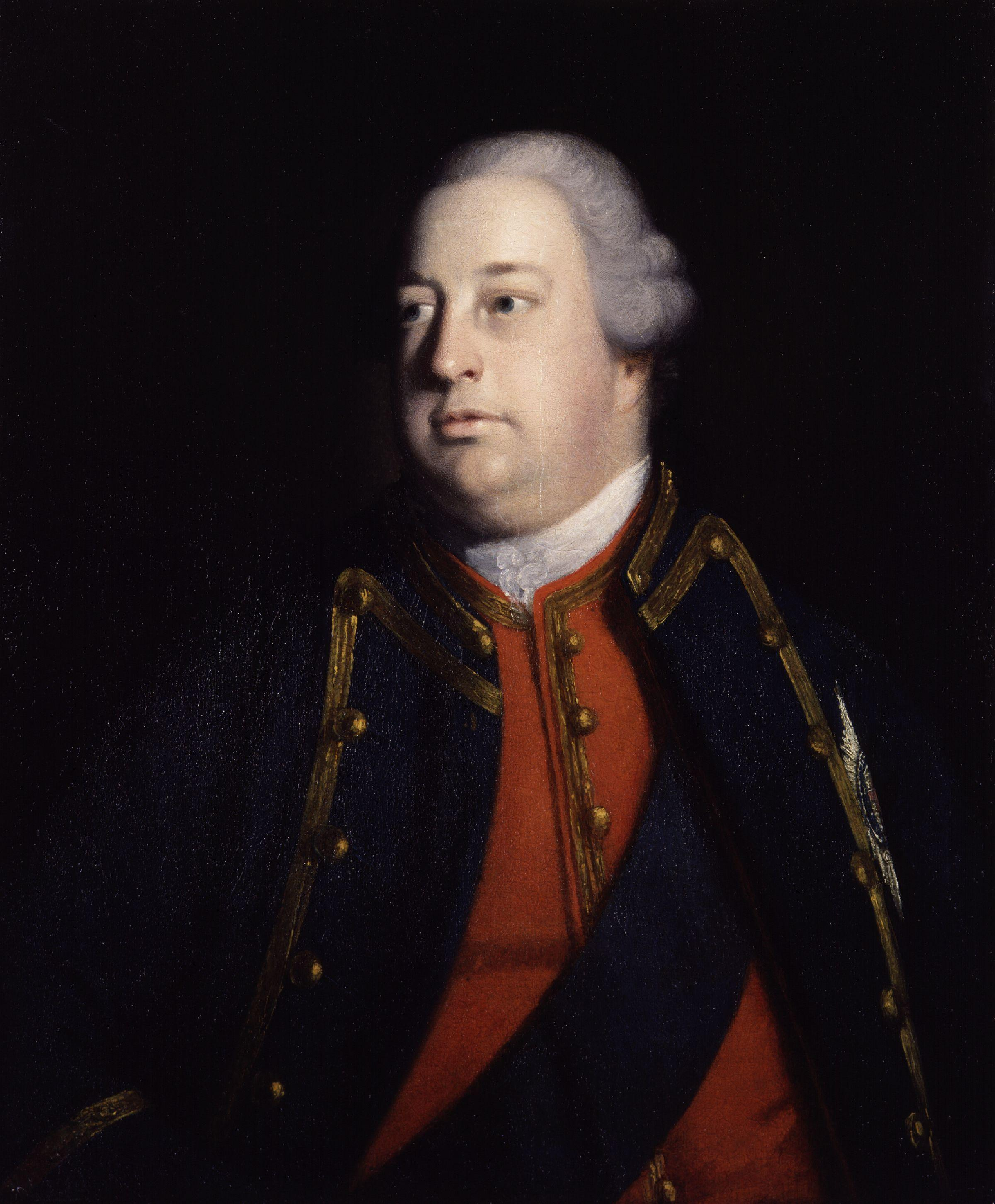
George tuyên bố rằng con trai ông, hoàng tử William Augustus Cumberland (ảnh) đã "hủy hoại hình ảnh của tôi và tự làm xấu hổ mình" tại hội nghị Klosterzeven, 1757

Con trai của George là Công tước Cumberland chỉ huy quân đội của nhà vua ở miền bắc nước Đức. Trong năm 1757, Hanover bị xâm lược; George đã cho phép Cumberland có đầy đủ quyền hạn để ký kết một hiệp ước hòa bình. Tuy nhiên nhà vua tỏ ra tức giận với bản hiệp ước mà Cumberland đã ký với người Pháp, mà ông cho rằng nó có lợi hoàn toàn cho phe đối phương. George tuyên bố rằng con trai ông đã "hủy hoại hình ảnh của tôi và tự làm xấu hổ mình." Cumberland sau đó đã tự động xin từ chức và sau đó nhà vua rút lại tất cả các thỏa thuận với người Pháp với lý do người Pháp đã vi phạm nó bằng cách giải giáp quân Hessian sau khi ngừng bắn.
Trong cái gọi là một năm đáng nhớ, năm 1759, quân Anh chiếm Québec và Guadeloupe. Một kế hoạch xâm lược nước Anh của người Pháp đã bị đánh bại sau trận hải chiến ở Lagos và vịnh Quiberon và cuộc tấn công của họ vào Hanover bị chặn lại bởi liên quân Anh - Hanover trong trận Minden.

### Cái chết
Tháng 10 năm 1760, nhà vua bị mù một mắt và gặp khó khăn trong việc nghe. Vào sáng ngày 25 tháng 10, ông thức dậy như thường lệ vào lúc 6 giờ sáng, uống một tách socola nóng, và một mình đi vệ sinh. Sau một vài phút, người phục vụ của ông nghe thấy một tiếng động lớn, ông mở cửa phòng và thấy nhà vua nằm dài trên sàn nhà. George được dìu lên giường, và người ta hớt hải đi tìm công chúa Amelia, nhưng khi công chúa đến nơi thì nhà vua đã băng hà. Với cuộc sống kéo dài 77 năm, George II sống thọ hơn tất cả những vị vua Anh trước ông. Một khám nghiệm tử thi cho thấy rằng tâm thất phải của quả tim nhà vua đã bị vỡ, có lẽ là hậu quả của chứng phình động mạch chủ.
Người kế vị của George II là cháu nội của ông, Thân vương xứ Wales cũng có tên là George, tức là vua George III. Ông được chôn cất vào ngày 11 tháng 11 tại cung điện Westminter. Theo lời dặn của nhà vua, áo quan của ông và hoàng hậu Caroline được mở ra rồi nhập hai bộ hài cốt vào nhau.

## Di sản

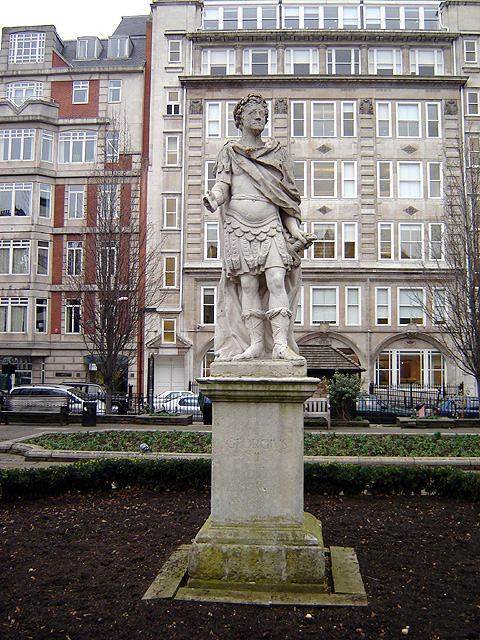
Bức tượng George II khắc bởi John Van Nost, dựng lên vào năm 1753 tại Golden Square, Luân Đôn

George đã quyên tặng Thư viện hoàng gia đến Bảo tàng Anh quốc năm 1757, bốn năm sau khi bảo tàng được thành lập. Ông không dành nhiều sự quan tâm cho việc đọc sách, hội họa và khoa học, nhưng lại thường xuyên dùng thời gian rảnh để cưỡi ngựa săn hưu hoặc chơi đánh bài. Vào năm 1737, ông thành lập the Đại học Georg August of Göttingen, trường Đại học đầu tiên tại Tuyển hầu quốc Hanover, và đến thăm nơi này năm 1748. Tiểu hành tinh 359 Georgia được đặt tên theo tên của ông tại trường đại học vào năm 1902. Ông còn là Hiệu trưởng danh dự của Trinity College, Dublin, trong thời gian 1716 đến 1727, và vào năm 1754 ông ban hành nội quy cho Trường Cao đẳng King tại thành phố New York, nơi về sau đổi tên thành Đại học Columbia. Tỉnh Georgia, được thành lập bởi điều lệ hoàng gia năm 1732, được đặt theo tên của nhà vua.
Dưới thời trị vì của George II, thế lực Anh quốc mở rộng ra khắp cả thế giới, mối đe dọa từ những người Jacobite đối với vương triều Hanover được dập tắt, và quyền lực của Thủ tướng và Nghị viện từng bước được xác lập. Tuy nhiên, trong hồi ký của những người đương thời thí dụ như Lord Hervey và Horace Walpole, George bị xem như một người yếu đuối, bị chi phối của vợ ông và các bộ trưởng. Tiểu sử của George được viết trong thế kỉ XIX và đầu thế kỉ XX dựa trên những thành kiến không tốt về ông. Từ những năm 70 thế kỉ XX trở đi, nhiều nghiên cứu đã chỉ ra rằng George không nhu nhược như nhiều người vẫn lầm tưởng trước đây. Những lá thư được các Bộ trưởng gửi đến được George chú giải kĩ lưỡng và có những nhận xét phù hợp chứng tỏ rằng ông đã ít nhiều có quan tâm đến vấn đề đối ngoại nói riêng. Ông còn có quyền lực để ngăn việc bổ nhiệm các Bộ trưởng hay những sĩ quan mà ông không ưa, hoặc giáng họ xuống những chức vụ nhỏ hơn. Nhưng những ý kiến đánh giá lại thành quả của George II, cuối cùng vẫn không từ bỏ quan niệm cho rằng ông là một vị vua "yếu ớt và lố bịch". Ví dụ như sự cẩn thận gần như tuyệt đối của ông, có thể khiến cho người ta chế giễu, nhưng người viết tiểu sử của George cho rằng sự cẩn thận đó có vẻ thích hợp hơn trong nhiều trường hợp. Lord Charlemont biện minh cho tính nóng nảy của George rằng như thế vẫn có cảm giác chân thật hơn là sự giả tạo và lừa dối, "Tính khí của ông thật nóng nảy và bốc đồng, nhưng ông là người tốt bụng và chân thành. Ông có thể bị xúc phạm nhưng không bao giờ bị lừa gạt." Lord Waldegrave viết, "Tôi hoàn toàn bị thuyết phục rằng khi thời gian dần trôi đi, những thiếu sót mà làm hoen ố tính cách sáng sủa nhất, và từ đó không ai là hoàn hảo, ông ấy sẽ được có tên trong danh sách những vị vua yêu nước đó, dưới có chính phủ mọi người đã cảm nhận được sự hạnh phúc nhất. George có thể không đóng một vai trò to lớn trong lịch sử, nhưng ông đã có ảnh hưởng vào nhiều thời điểm và ông tán thành chính phủ lập hiến. Elizabeth Montagu nói về ông, "Với ông những phép tắc và các quyền tự do là chắc chắn, ông ấy sở hữu ở một mức độ tuyệt vời niềm tin của người dân Anh cùng sự tôn trọng từ các chính phủ nước ngoài; và sự kiên định của bản thân đã làm cho ông trở nên cao quý trong những thời gian bất ổn... Tên tuổi của ông sẽ không đủ khả năng làm nên một pho sử thi, nhưng sẽ được xem là tốt trong các trang sử sách."

## Danh hiệu, huy hiệu

### Danh hiệu
- Ở Anh
  - Từ ngày 9 tháng 11 năm 1706: Công tước và Hầu tước xứ Cambridge, Bá tước xứ Milford Haven, Tử tước xứ Northallerton và Nam tước xứ Tewkesbury.[125]
  - 1 tháng 8 năm 1714 - 27 tháng 9 năm 1714: His Royal Highness George Augustus, Hoàng tử của Anh, Hoàng tử Tuyển hầu Brunswick-Lüneburg, Công tước xứ Cornwall và Rothesay, v.v...[126]
  - 27 tháng 9 năm 1714 - 11/22 tháng 6, 1727: Thân vương xứ Wales.
  - 11/22 tháng 6, 1727 - 25 tháng 10 năm 1760: His Majesty The King.
- Danh hiệu đầy đủ của George là "George đệ Nhị, Bởi Ân điển của Chúa, Vua của Liên hiệp Anh, Pháp và Icreland, Người Bảo vệ Đức tin, Công tước xứ Brunswick-Lüneburg, Archtreasurer và Hoàng tử-Tuyển hầu của Đế quốc La Mã Thần thánh.

### Huy hiệu
| Huy hiệu Thân vương xứ Wales 1714 – 1727 | Huy hiệu của George khi là Vua của Liên hiệp Anh, 1727 – 1760 |

## Con cái
Hoàng hậu Caroline mang thai 10 lần, trong đó có 8 đứa trẻ sống sót khi chào đời, và 7 người sống tới tuổi trưởng thành
| Tên                                       | Sinh                 | Mất                  | Ghi chú                                                                                          |
| ----------------------------------------- | -------------------- | -------------------- | ------------------------------------------------------------------------------------------------ |
| Frederick, Thân vương xứ Wales            | 1 tháng 2 năm 1707   | 31 tháng 3 năm 1751  | kết hôn năm 1736, với Augusta xứ Sachsen-Gotha-Altenburg; có con, bao gồm vua George III của Anh |
| Anne, Vương nữ Vương thất                 | 2 tháng 11 năm 1709  | 1 tháng 12 năm 1759  | kết hôn năm 1734, với Willem IV xứ Oranje; có con. Là nữ nhiếp chính của Hà Lan từ 1751 - 1759   |
| Công chúa Amelia                          | 10 tháng 6 năm 1711  | 31 tháng 10 năm 1786 | chưa từng kết hôn, không có con                                                                  |
| Công chúa Caroline                        | 10 tháng 6 năm 1713  | 28 tháng 12 năm 1757 | chưa từng kết hôn, không có con                                                                  |
| Con trai chết yểu                         | 20 tháng 11 năm 1716 | 20 tháng 11 năm 1716 |                                                                                                  |
| Hoàng tử George William                   | 13 tháng 11 năm 1717 | 17 tháng 2 năm 1718  | qua đời khi mới 3 tháng tuổi                                                                     |
| Sẩy thai                                  | 1718                 | 1718                 |                                                                                                  |
| Hoàng tử William, Công tước xứ Cumberland | 26 tháng 4 năm 1721  | 31 tháng 10 năm 1765 | chưa từng kết hôn, không có con                                                                  |
| Vương nữ Mary                             | 5 tháng 3 năm 1723   | 14 tháng 1 năm 1772  | kết hôn năm 1740, với Friedrich II xứ Hessen-Kassel; có con                                      |
| Vương nữ Louisa                           | 18 tháng 12 năm 1724 | 19 tháng 12 năm 1751 | kết hôn 1743, Frederik V của Đan Mạch; có con                                                    |
| Ngày tháng trong bảng này theo Lịch mới   |                      |                      |                                                                                                  |

## Tổ tiên
| \| \| \| \| \| \| \| \| \| \| \| \| \| \| \| \| \| 8. George, Công tước Brunswick-Lüneburg (=12)[128] \| \| \| \| \| \| \| \| \| \| \| \| \| \| \| \| \| \| \| \| \| \| \| \| \| \| \| \| \| \| \| \| \| \| \| \| \| \| \| \| \| \| \| \| \| 4. Ernest Augustus, Tuyển hầu tước Brunswick-Lüneburg \| \| \| \| \| \| \| \| \| \| \| \| \| \| \| \| \| \| \| \| \| \| \| \| \| \| \| \| \| \| \| \| \| \| \| \| \| \| \| \| \| \| \| \| \| 9. Anne Eleonore xứ Hesse-Darmstadt (=13)[128] \| \| \| \| \| \| \| \| \| \| \| \| \| \| \| \| \| \| \| \| \| \| \| \| \| \| \| \| \| \| \| \| \| \| \| \| \| \| \| \| \| \| \| \| \| 2. George I của Liên hiệp Anh \| \| \| \| \| \| \| \| \| \| \| \| \| \| \| \| \| \| \| \| \| \| \| \| \| \| \| \| \| \| \| \| \| \| \| \| \| \| \| \| \| \| \| \| \| 10. Frederick V, Tuyển hầu tước Palatine[128] \| \| \| \| \| \| \| \| \| \| \| \| \| \| \| \| \| \| \| \| \| \| \| \| \| \| \| \| \| \| \| \| \| \| \| \| \| \| \| \| \| \| \| \| \| 5. Sophia, Công nương Palatine của Rhine \| \| \| \| \| \| \| \| \| \| \| \| \| \| \| \| \| \| \| \| \| \| \| \| \| \| \| \| \| \| \| \| \| \| \| \| \| \| \| \| \| \| \| \| \| 11. Elizabeth Stuart[128] \| \| \| \| \| \| \| \| \| \| \| \| \| \| \| \| \| \| \| \| \| \| \| \| \| \| \| \| \| \| \| \| \| \| \| \| \| \| \| \| \| \| \| \| \| 1. George II của Anh \| \| \| \| \| \| \| \| \| \| \| \| \| \| \| \| \| \| \| \| \| \| \| \| \| \| \| \| \| \| \| \| \| \| \| \| \| \| \| \| \| \| \| \| \| 12. George, Công tước Brunswick-Lüneburg (=8)[128] \| \| \| \| \| \| \| \| \| \| \| \| \| \| \| \| \| \| \| \| \| \| \| \| \| \| \| \| \| \| \| \| \| \| \| \| \| \| \| \| \| \| \| \| \| 6. George William, Công tước Brunswick-Lüneburg \| \| \| \| \| \| \| \| \| \| \| \| \| \| \| \| \| \| \| \| \| \| \| \| \| \| \| \| \| \| \| \| \| \| \| \| \| \| \| \| \| \| \| \| \| 13. Anne Eleonore của Hesse-Darmstadt (=9)[128] \| \| \| \| \| \| \| \| \| \| \| \| \| \| \| \| \| \| \| \| \| \| \| \| \| \| \| \| \| \| \| \| \| \| \| \| \| \| \| \| \| \| \| \| \| 3. Sophia Dorothea của Celle \| \| \| \| \| \| \| \| \| \| \| \| \| \| \| \| \| \| \| \| \| \| \| \| \| \| \| \| \| \| \| \| \| \| \| \| \| \| \| \| \| \| \| \| \| 14. Alexandre II Desmier, Seigneur d'Olbreuse[129] \| \| \| \| \| \| \| \| \| \| \| \| \| \| \| \| \| \| \| \| \| \| \| \| \| \| \| \| \| \| \| \| \| \| \| \| \| \| \| \| \| \| \| \| \| 7. Éléonore Desmier d'Olbreuse, Nữ Bá tước Wilhelmsburg \| \| \| \| \| \| \| \| \| \| \| \| \| \| \| \| \| \| \| \| \| \| \| \| \| \| \| \| \| \| \| \| \| \| \| \| \| \| \| \| \| \| \| \| \| 15. Jacquette Poussard de Vandré[129] \| \| \| \| \| \| \| \| \| \| \| \| \| \| \| \| \| \| \| \| \| \| \| \| \| \| \| \| \| \| \| \| \| \| \| \| \| \| \| \| \| \| \| |                                                         |  |  |  |  |  |  |  |  |  |  |  |  |
| |                                                         |  |  |  |  |  |  |  |  |  |  |  |  |
| | 8. George, Công tước Brunswick-Lüneburg (=12)           |  |  |  |  |  |  |  |  |  |  |  |  |
| |                                                         |  |  |  |  |  |  |  |  |  |  |  |  |
| |                                                         |  |  |  |  |  |  |  |  |  |  |  |  |
| | 4. Ernest Augustus, Tuyển hầu tước Brunswick-Lüneburg   |  |  |  |  |  |  |  |  |  |  |  |  |
| |                                                         |  |  |  |  |  |  |  |  |  |  |  |  |
| |                                                         |  |  |  |  |  |  |  |  |  |  |  |  |
| | 9. Anne Eleonore xứ Hesse-Darmstadt (=13)               |  |  |  |  |  |  |  |  |  |  |  |  |
| |                                                         |  |  |  |  |  |  |  |  |  |  |  |  |
| |                                                         |  |  |  |  |  |  |  |  |  |  |  |  |
| | 2. George I của Liên hiệp Anh                           |  |  |  |  |  |  |  |  |  |  |  |  |
| |                                                         |  |  |  |  |  |  |  |  |  |  |  |  |
| |                                                         |  |  |  |  |  |  |  |  |  |  |  |  |
| | 10. Frederick V, Tuyển hầu tước Palatine                |  |  |  |  |  |  |  |  |  |  |  |  |
| |                                                         |  |  |  |  |  |  |  |  |  |  |  |  |
| |                                                         |  |  |  |  |  |  |  |  |  |  |  |  |
| | 5. Sophia, Công nương Palatine của Rhine                |  |  |  |  |  |  |  |  |  |  |  |  |
| |                                                         |  |  |  |  |  |  |  |  |  |  |  |  |
| |                                                         |  |  |  |  |  |  |  |  |  |  |  |  |
| | 11. Elizabeth Stuart                                    |  |  |  |  |  |  |  |  |  |  |  |  |
| |                                                         |  |  |  |  |  |  |  |  |  |  |  |  |
| |                                                         |  |  |  |  |  |  |  |  |  |  |  |  |
| | 1. George II của Anh                                    |  |  |  |  |  |  |  |  |  |  |  |  |
| |                                                         |  |  |  |  |  |  |  |  |  |  |  |  |
| |                                                         |  |  |  |  |  |  |  |  |  |  |  |  |
| | 12. George, Công tước Brunswick-Lüneburg (=8)           |  |  |  |  |  |  |  |  |  |  |  |  |
| |                                                         |  |  |  |  |  |  |  |  |  |  |  |  |
| |                                                         |  |  |  |  |  |  |  |  |  |  |  |  |
| | 6. George William, Công tước Brunswick-Lüneburg         |  |  |  |  |  |  |  |  |  |  |  |  |
| |                                                         |  |  |  |  |  |  |  |  |  |  |  |  |
| |                                                         |  |  |  |  |  |  |  |  |  |  |  |  |
| | 13. Anne Eleonore của Hesse-Darmstadt (=9)              |  |  |  |  |  |  |  |  |  |  |  |  |
| |                                                         |  |  |  |  |  |  |  |  |  |  |  |  |
| |                                                         |  |  |  |  |  |  |  |  |  |  |  |  |
| | 3. Sophia Dorothea của Celle                            |  |  |  |  |  |  |  |  |  |  |  |  |
| |                                                         |  |  |  |  |  |  |  |  |  |  |  |  |
| |                                                         |  |  |  |  |  |  |  |  |  |  |  |  |
| | 14. Alexandre II Desmier, Seigneur d'Olbreuse           |  |  |  |  |  |  |  |  |  |  |  |  |
| |                                                         |  |  |  |  |  |  |  |  |  |  |  |  |
| |                                                         |  |  |  |  |  |  |  |  |  |  |  |  |
| | 7. Éléonore Desmier d'Olbreuse, Nữ Bá tước Wilhelmsburg |  |  |  |  |  |  |  |  |  |  |  |  |
| |                                                         |  |  |  |  |  |  |  |  |  |  |  |  |
| |                                                         |  |  |  |  |  |  |  |  |  |  |  |  |
| | 15. Jacquette Poussard de Vandré                        |  |  |  |  |  |  |  |  |  |  |  |  |
| |                                                         |  |  |  |  |  |  |  |  |  |  |  |  |
| |                                                         |  |  |  |  |  |  |  |  |  |  |  |  |